# Ferdinand Anton Danneskiold-Laurvig
Ferdinand Anton lensgreve Danneskiold-Laurvig (eller -Laurwigen) (1. juli 1688 – 18. september 1754) var gehejmekonferensråd.
Han var søn af Ulrik Frederik Gyldenløve og Antonette Augusta af Aldenburg og født 1. juli 1688. Han ejede Grevskabet Laurvig, Herskabet Herzhorn og flere andre store jordegodser og blev i en ung alder kammerherre. I 1713 udnævntes han til gehejmeråd, og 14 dage efter fik han Elefantordenen. I 1714 blev han overstaldmester. I 1711 ægtede han Mette Cathrine Ahlefeldt, datter af Hans Joachim Ahlefeldt til Bukhavn; hun døde barnløs 5. marts 1712, hvorpå Danneskiold-Laurvig 20. december 1713 giftede sig med Ulrike Eleonore Reventlow, f. 1. januar 1690, søster til Frederik IV's dronning Anna Sophie Reventlow. Forholdet mellem nævnte konge og Danneskiold-Laurvig var ikke altid det bedste, da monarken ikke uden grund betragtede sin dronnings talrige, magtsyge og mægtige, skønt indbyrdes splidagtige slægtninger med mistroiske blikke. Heller ikke Christian VI synes at have yndet Danneskiold-Laurvig særligt, og i denne konges tid blev der ham ingen større nådesbevisninger til del; vel fik han 1739 dronningens orden de la fidélité – med hvilken hans hustru først benådedes i begyndelsen af Frederik V's regering, 1747 -, men rang med gehejmeråderne i Konseillet opnaaede han først efter Christian VI's død (2. december 1746).
En tid lang (fra 11. januar 1723) var Danneskiold-Laurvig direktør for Vestindisk-guineisk Kompagni. Han var den første stifter af hospitalet i Larvik og lod ved bygmesteren Johan Cornelius Krieger udvide det Danneskjold-Laurwigenske (nu Moltkeske) Palais i Bredgade i København. Danneskiold-Laurvig døde 18. september 1754; hans anden hustru var afgået ved døden 6 dage forinden. De efterlod 2 sønner: Frederik Ludvig og Christian Conrad.